# Lê Nặc Ý
Lê Nặc Ý (黎諾懿), tên thật Lê Nhật Thăng (黎日昇), (tên tiếng Anh là Chris Lai LoK Yi sinh ngày 15 tháng 6 năm 1980) được biết đến với cái tên là Lê Nặc Ý, là một gương mặt quen thuộc và là diễn viên được yêu thích trong nhiều bộ phim truyền hình của TVB, Hồng Kông. Anh đã tham gia rất nhiều bộ phim truyền hình đình đám của Hồng Kông kể từ đầu những năm 2000 đến nay nhưː Kiếm thuật tinh túy (2003), Sóng gió gia tộc (2008), Mái ấm gia đình (2012-2015), Binh đoàn phái yếu (2017).... Trong đó vai diễn ghi dấu ấn của anh đối với người hâm mộ là vai Mã Tráng trong bộ phim sitcom Mái ấm gia đình và mới đây nhất là vai Diệp Trí Đình trong Baby đến rồi (2018).

## Tiểu sử
Lê Nặc Ý sinh ra trong một gia đình rất nghèo khó, anh là con trai thứ 2 trong gia đình có 3 người con trai, từ nhỏ anh có cuộc sống không được may mắn như các bạn đồng trang lứa. Cả gia đình sống trong 1 căn hộ bình dân, ba anh phải làm việc vất vả và tiết kiệm tiền để mua 1 chiếc xe tải để cải thiện cuộc sống gia đình bằng việc đi giao hàng. Mặc dù gia cảnh nghèo khó, nhưng gia đình anh sống bên nhau hạnh phúc, hàng tuần họ hay cùng nhau đi uống trà. Tuy nhiên, đến năm 11 tuổi, thì ba anh đã mất vì bệnh ung thư. Mất một chỗ dựa tinh thần và kinh tế, mẹ anh phải một mình bươn chải để kiếm sống để nuôi 3 con trai trưởng thành bằng nghề nhân viên dọn vệ sinh và bán hàng rong. Sớm thấu hiểu được điều đó, nên ngay từ khi còn học trung học, anh đã phải đi làm 1 ngày 3 công việc khác nhau để phụ giúp gia đình, bao gồm cả việc khiêng hàng cho các siêu thị lớn hay là dạy các em nhỏ học...Sau khi tốt nghiệp trung học, anh đi làm nhân viên tại ngân hàng. Công việc ở ngân hàng quá áp lực, nên anh quyết định xin nghỉ việc. Năm đó anh mới 21 tuổi, đánh liều đăng ký vào lớp đào tạo diễn viên của TVB. Tuy nhiên, sau 3 lần phỏng vấn đều thất bại, nghĩ rằng mình đã thất bại, nhưng bất ngờ anh được nhận vì có gương mặt khá giống với ngôi sao quá cố nổi tiếng một thời Trần Bách Cường..

## Sự nghiệp
Sự nghiệp diễn xuất của Lê Nặc Ý khá lận đận. Sau khi tốt nghiệp khóa đào tạo diễn xuất, Lê Nặc Ý đã nhận được vai nam chính trong phim thần tượng Hearts of Fencing (2003) (phát hành tại Việt Nam với tựa Kiếm thuật tinh túy) và bộ phim này đã giúp anh nhận được sự chú ý của khán giả. Sau vai diễn trong Aqua Heros (2003) - Khát vọng tuổi trẻ, Lê Nặc Ý được xếp vào hàng ngũ "6 ngôi sao Olympic" của TVB bên cạnh Lâm Phong, Huỳnh Tông Trạch, Trần Kiện Phong, Mã Quốc Minh và Ngô Trác Hy.Tuy nhiên TVB dường như chẳng có ý định lăng xê cho Lê Nặc Ý khi nhà đài để cho anh đảm nhận hàng loạt vai phụ ít được chú ý đến trong những bộ phim nổi tiếng như Bằng chứng thép (2006), 10 anh em (2006), Sóng gió gia tộc (2008)… mặc dù anh sở hữu ngoại hình ưa nhìn cộng với chiều cao lý tưởng 1m85 và khả năng diễn xuất tốt. Mãi đến năm 2012, sau thành công của bộ phim hài sitcom "Mái ấm gia đình" mà nó kéo dài đến 2015, vai diễn Mã Tráng của anh trong phim rất được khán giả yêu thích. Vai diễn này để giúp anh kiếm được 1 lượng fan không nhỏ không chỉ giới hạn tại khu vực Hồng Kông, mà còn lan rộng ở Đại Lục và nhiều nước trong khu vực. Sau đó, anh cũng góp mặt với nhiều tác phẩm tên tuổi của nhà đài như: Binh đoàn phái yếu, Nghịch Duyên, Mẹ vợ rực rỡ.... Với vai Vương Triệu Minh trong phim Mẹ vợ rực rỡ cũng giúp anh nhận được giải thưởng top 10 nhân vật truyền hình được yêu thích nhất của Giải thưởng thường niên của TVB 2017. Năm 2018, tác phẩm do anh đóng chính là Baby đến rồi cùng nữ diễn viên Lý Giai Tâm cũng rất được yêu thích và giúp anh nhận được đề cử cho giải Thị Đế và Diễn viên được yêu thích của năm.

## Tiểu sử ra đời nghệ danh Lê Nặc Ý
Tên thật của anh là Lê Nhật Thăng do cha anh đặt, có ý nghĩa là mặt trời mới mọc. Còn anh lấy tên Lê Nặc Ý khi điền đơn phải ghi nghệ danh, nên anh đã điền cái tên "Nặc Ý" do một người thầy đặt. Anh cho biết cái tên này nhiều nét và có hình vuông, mang hàm ý có thể vững vàng đi lên.

## Tình duyên lận đận
Cũng chỉ vì xuất thân nghèo hèn, mà nó đã ảnh hưởng đến đời sống tình cảm của anh, và nhiều lần bị bên nhà bạn gái ép phải chia tay. Đến năm 2008, khi Lê Nặc Ý đóng bộ phim Sóng gió gia tộc, cũng từ lúc đó tin đồn giữa anh và bạn diễn Dương Di xuất hiện. Khi đó Dương Di đã là một ngôi sao nổi tiếng của TVB, trong khi Lê Nặc Ý chỉ là diễn viên nhỏ ít tên tuổi. Lúc đó anh từng nhận phải khá nhiều lời gièm pha chỉ trích, cho rằng anh đang lợi dụng Dương Di để giúp bản thân nổi tiếng hơn. Gia đình Dương Di cũng phản đối vì không môn đăng hộ đối, không chỉ có xuất thân nghèo khó mà anh còn nhỏ tuổi hơn cô và lương tháng của Lê Nặc Ý (thời điểm yêu Dương Di) chỉ có 20.000 HKD (khoảng 60 triệu đồng). Tuy nhiên họ vẫn tiếp tục hẹn hò bất chấp dư luận, và trở thành 1 cặp chị em trong làng giải trí. Cho đến đầu năm 2011, mối quan hệ của họ đã thực sự chấm dứt khi Dương Di có mối quan hệ với diễn viên La Trọng Khiêm .

## Trở thành con rể hào môn
Sau khi chia tay Dương Di, Lê Nặc Ý quen được Lý Khiết Oánh – một thiên kim tiểu thư ở Hong Kong, cô cũng từng lọt vào top 15 tại cuộc thi hoa hậu Hong Kong. Sau 3 năm hẹn hò, Lê Nặc Ý cùng Lý Khiết Oánh đã tổ chức đám cưới, chính thức về chung một nhà. Tuy nhiên gia đình vợ và gia đình anh có khoảng cách khá xa, nên nhiều lần bị người ta chỉ trích là đào mỏ. Lê Nặc Ý đã lùi một bước, luôn cố gắng lấy lòng gia đình vợ. Cha của Lý Khiết Oánh thấy vậy cũng quyết định lùi một bước vì muốn để cho con gái có cuộc sống không phải lo nghĩ về tiền bạc sau này. Ông để cho vợ chồng Lê Nặc Ý chuyển về biệt thự lớn của mình sinh sống, đưa tiền cho cặp đôi chi tiêu. Ngoài ra ông cũng khuyên Lê Nặc Ý về phụ giúp kinh doanh nhưng chàng rể đã từ chối, lấy cớ là bận kinh doanh. Vì chuyện này mà anh và cha vợ bất hòa, anh cùng Lý Khiết Oánh dọn ra ngoài sống.

## Cuộc sống gia đình hạnh phúc
Sau khi dọn khỏi gia đình vợ, anh phải làm lụng vất vả để kiếm tiền nuôi gia đình. Vợ anh cũng lui về làm bà nội trợ, cô cũng không tham gia kinh doanh với bố nữa, gánh nặng về tài chính đè nặng lên Lê Nặc Ý. Tuy vậy năm ngoái, hai vợ chồng chào đón cậu con trai đầu lòng, cuộc sống của đôi vợ chồng trở nên vui vẻ hơn bao giờ hết. Lê Nặc Ý thường xuyên khoe hình gia đình ba người hạnh phúc trên Weibo cá nhân. Dẫu cuộc sống có đôi chút khó khăn, nhưng anh rất hạnh phúc với gia đình nhỏ hiện tại của mình.

## Các phim đã tham gia

### Phim điện ảnh
| Tên phim              | Năm  | Vai diễn       | Ghi chú   |
| --------------------- | ---- | -------------- | --------- |
| Bad Blood / Diệt môn  | 2010 | Jason Lok      |           |
| Womb Ghosts / Ác thai | 2010 | Joseph         |           |
| I Love Hong Kong      | 2011 | nhân viên FEHD | khách mời |
| I Love Hong Kong 2013 | 2013 |                |           |

### Phim truyền hình
| Tên phim                                                 | Năm     | Vai diễn                               | Ghi chú |
| -------------------------------------------------------- | ------- | -------------------------------------- | --- |
| The King of Yesterday and Tomorrow / Quá khứ và hiện tại | 2003    | Thám tử tư                             | |
| Better Halves / Se duyên                                 | 2003    | Nguyên soái                            | |
| Virtues of Harmony II / Gia đình vui vẻ hiện đại         | 2003    | Jackie                                 | |
| The 'W' Files / Hồ sơ tuyệt mật                          | 2003    | Lính Nhật                              | |
| Survivor's Law / Quy luật sống còn                       | 2003    | quần chúng                             | |
| Aqua Heroes / Khát vọng tuổi trẻ                         | 2003    | Trì Tổ Âm                              | |
| Hearts of Fencing / Kiếm thuật tinh túy                  | 2003    | Âu Dương Lập                           | Giải thưởng thường niên TVB cho hạng mục My Favourite On-screen Partners – Non-dramas                                                                       |
| Triumph In The Skies / Bao La Vùng Trời                  | 2003    | Viên chức Bính, Phi công thực tập sinh | Tập 24, Tập 40 (cuối) |
| Dream of Colours / Sắc màu                               | 2004    | Koo Lok-man                            | |
| Hard Fate / Định mệnh tình duyên                         | 2004    | nhân viên bán hàng                     | |
| To Catch the Uncatchable / Thám tử lừng danh             | 2004    | Lai Lap-chi                            | |
| Split Second /30 ngày điều tra                           | 2004    | Dick Kur Kin-fung                      | |
| ICAC Investigators 2004 / Đội hành động liêm chính 2004  | 2004    | Thanh tra Arthur Kwok Chi-hei          | |
| Always Ready / Đội cứu hộ trên không                     | 2005    | Kelvin Tưởng Gia Lạc                   | |
| Safe Guards / Nối nghiệp                                 | 2006    | Thượng Nghĩa                           | |
| Welcome to the House / Đại gia đình                      | 2006    | Ma Tak-on                              | |
| Land of Wealth / Miền đất hứa                            | 2006    | Cho King-yin                           | |
| Forensic Heroes / Bằng Chứng Thép                        | 2006    | Trần Văn Địch                          | Tập 1, 2 |
| Glittering Days / Hạt ngọc phương đông                   | 2006    | James Chu Wing-hong                    | Đề cử — Giải thưởng thường niên TVB cho Nam diễn viên tiến bộ nhất (Top 5)                                                                                  |
| Ten Brothers / Mười anh em                               | 2007    | Mắt bự / A Đại                         | Đề cử — Giải thưởng thường niên TVB cho Nam diễn viên tiến bộ nhất (Top 5)                                                                                  |
| Heart Of Greed / Sóng Gió Gia Tộc                        | 2007    | Đường Chí Hoan                         | Đề cử — Giải thưởng thường niên TVB cho Nam diễn viên phụ xuất sắc nhất (Top 20) Đề cử — Giải thưởng thường niên TVB cho Nam diễn viên tiến bộ nhất (Top 5) |
| The Green Grass of Home/ Mảnh vườn xanh                  | 2007    | Choi Kar-po                            | Giải thưởng thường niên TVB cho Nam diễn viên tiến bộ nhất (Top 5)                                                                                          |
| Fathers and Sons / Nỗi lòng của cha                      | 2007    | Ben Lui Kar-sing                       | |
| The Building Blocks of Life/ Giữa ngã ba đường           | 2007    | Choi Chi-yin                           | |
| Forensic Heroes II / Bằng Chứng Thép II                  | 2008    | Lý Chí Vỹ                              | Tập 20 & 22 |
| Speech of Silence / Lời nói ngọt ngào                    | 2008    | Trương Hữu                             | |
| Moonlight Resonance / Sức Mạnh Tình Thân                 | 2008    | Cam Vịnh Viên                          | |
| The Beauty of the Game / Trò chơi sắc đẹp                | 2009-10 | Deacon Trang Địch Cần                  | |
| In the Eye of the Beholder / Thu Hương và Đường Bá Hổ    | 2010    | Chu Hậu Chiếu                          | |
| Every Move You Make / Độc tâm thần thám                  | 2010    | Mak Wing-hei                           | |
| Twilight Investigation / Những vụ án ly kỳ               | 2010    | Yau Sum-kit                            | |
| Only You / Hôn nhân tiền định                            | 2011    | "King" Cheung King-yuen                | Đề cử — My AOD Favourites Award cho Diễn viên triển vọng |
| The Other Truth / Chân tướng                             | 2011    | Danny Mo King-yip                      | |
| The Life And Times Of A Sentinel / Đại Nội Thị Vệ        | 2011    | Kei Man-cheong (youth)                 | Tập 1 |
| Forensic Heroes III / Bằng Chứng Thép III                | 2011    | Vic Mạch Vĩnh Phú                      | Tập 1, 3 |
| Daddy Good Deeds / Người cha phú quý                     | 2012    | Chan Lap-shun                          | |
| King Maker / phim Tạo vương giả                          | 2012    | Chiu Yu-yui, Prince Wing               | |
| Come Home Love / Mái ấm gia đình                         | 2012-15 | Mã Tráng, John                         | Sitcom |
| Ruse of Engagement / Nội gián ATF                        | 2014    | Fu Wang Leung                          | |
| Presumed Accidents / Định mệnh                           | 2016    | Mantus Chuk Sing-yeung                 | |
| My Unfair Lady / Binh đoàn phái yếu                      | 2017    | Hanson Ho Ji Chiu                      | |
| The Tofu War / Mẹ vợ rực rỡ                              | 2017    | Samuel Vương Triệu Minh                | Đoạt giải Giải thưởng thường niên TVB cho Nam nhân vật được yêu thích nhất                                                                                  |
| Daddy Cool / Nghịch Duyên                                | 2018    | Gordon                                 | |
| Who Wants A Baby/ Baby đến rồi                           | 2018    | Elvis                                  | - Vai nam chính - Đóng cặp với Lý Giai Tâm |
| Murder diary/Hình trinh nhật ký                          | 2021    | Giang Chính Huân                       | |

### Các MV đã tham gia
- 2003: "Fong Sang" (放生) của Jade Kwan
- 2003: "Tung Yau Ji Chui" (痛由自取) của Yumiko Cheng
- 2005: "San Sai Kai" (新世界) của 2R
- 2005: "Rolls-Royce" của Denise Ho
- 2005: "Tei Ping Sin" (地平線) của Ella Koon
- 2006: "Sam Sang Yau Hang" (三生有幸) của Ronald Cheng
- 2006: "December Rain" của Rain Li
- 2008: "Jui Mei Lai Tik Tai Chat Tin" (最美麗的第七天) của Vincy Chan
- 2008: "Sui Sin Mo Cheung Ngor Jeh Yeung Keung Tik Yan" (誰羨慕像我這樣強的人) của Theresa Fu
- 2008: "Yee Yan Sai Kai" (二人世界) của Lâm Gia Hân Linda Chung
- 2009: "I'm Sorry" của Thái Trác Nghiên Charlene Choi